# Henderson (Virginia Occidentale)
Henderson è un comune degli Stati Uniti d'America, situato nello Stato della Virginia Occidentale, nella contea di Mason.